# Rebecca Ward
Rebecca "Becca" Ward (7 de Fevereiro de 1990), é uma esgrimista norte-americana na modalidade Sabre.